# پیچوندن همه قوانین
پیچوندن همه قوانین (به انگلیسی: Bending All the Rules) فیلمی محصول سال ۲۰۰۲ و به کارگردانی مورگان کلین و پیتر نایت است. در این فیلم بازیگرانی همچون بردلی کوپر، آلانا دلا گارزا و آیرن اند واین ایفای نقش کرده‌اند.